# 蘇慧倫 (1977年)
蘇慧倫（1977年—），臺灣前女童星，在六歲時演出台視電視劇《星星知我心》中的珮珮而成名，曾在新加坡、日本求學，後來回台灣考高中，以榜首的優異成績考上第一志願北一女、之後又以榜首之姿考上第一志願國立台灣大學法律學系，大學畢業後赴美國取得加利福尼亚大学洛杉矶分校（UCLA）法學碩士，現有中國大陸、香港、美國等地律師執照，目前擔任律師及法律顧問，同時為中華為孝協會發起人兼理事長。2015年考上北京清華大學博士班就讀中，在美國、中國、台灣等地奔波執業。
蘇慧倫母親於2017年因房產問題與人起糾紛，她親自出面替母打官司，成功討回新台幣千萬元房產。

## 演出作品

### 電影
| 年份   | 片名         | 角色                 |
| ------ | ------------ | -------------------- |
| 1984年 | 《油麻菜籽》 | 李文惠（小學三年級） |
| 1986年 | 《大蛇王》   | 唐婷婷               |

### 電視劇
| 年份   | 頻道 | 劇名           | 角色   |
| ------ | ---- | -------------- | ------ |
| 1982年 | 中視 | 《疑雲滿樓》   | 唐小均 |
| 1983年 | 台視 | 《星星知我心》 | 佩佩   |
| 1986年 | 台視 | 《無敵神童》   | 哪吒   |

## 外部連結
- 中華為孝協會 （页面存档备份，存于）
- 蘇慧倫在香港影庫上的簡介
- 蘇慧倫在豆瓣上的资料（简体中文）
- 華文影史庫 佩佩 簡介